# Любарев, Аркадий Ефимович
Аркадий Ефимович Любарев (род. 17 апреля 1958, Реутов, Московская область) — российский биохимик, правовед и политолог, общественный деятель. Кандидат биологических наук, кандидат юридических наук.

## Биография

### Образование
Окончил в 1975 году московскую школу № 444 с углубленным изучением математики, в 1981 году с отличием — Московский институт тонкой химической технологии им. М. В. Ломоносова по специальности «Химическая технология биологически активных соединений».

### Работа
С 1981 по 1993 годы — в лаборатории биохимических исследований НПО «Витамины».
С 1993 по 2005 годы — в лаборатории ферментных систем Института биохимии им. А. Н. Баха РАН (в 2006—2007 годах там же по совместительству).
С 2005 по 2008 годы — в Независимом институте выборов (в 2003—2005 там же по совместительству).
С 2008 по 2012 годы — в Ассоциации по защите прав избирателей «ГОЛОС».
С 2012 по 2020 годы — эксперт Комитета гражданских инициатив.
С 2017 по 2019 годы — эксперт Российского фонда свободных выборов.
С 2021 года — генеральный директор ООО «Честные выборы», созданного для выполнения закона об «иностранных агентах».

### Исследования в области биохимии
Работал под руководством профессора Б. И. Курганова.
Создал пространственную модель комплекса ферментов цикла трикарбоновых кислот. В 1993 году в Институте биохимии им. А. Н. Баха РАН защитил диссертацию на соискание ученой степени кандидата биологических наук на тему «Надмолекулярная организация метаболической системы на примере цикла трикарбоновых кислот».
Впоследствии в основном разрабатывал методы математической обработки данных по необратимой денатурации белков, получаемых методом дифференциальной сканирующей калориметрии.
Занимался также исследованием влияния ретиноидов на биологические мембраны, проблемами происхождения жизни, историей биохимии и др.
В 1998 году был секретарем оргкомитета Международного симпозиума «Protein Structure, Stability and Folding. Fundamental and Medical Aspect».

### Отдельные статьи в области биохимии
- Любарев А. Е., Курганов Б. И. Надмолекулярная организация ферментов цикла трикарбоновых кислот // Молекулярная биология. 1987. Т. 21. С. 1286—1296.
- Lyubarev A.E., Kurganov B.I. Supramolecular organization of tricarboxylic acid cycle enzymes // BioSystems. 1989. V. 22. P. 91-102.
- Kholodenko B.N., Lyubarev A.E., Kurganov B.I. Control of the metabolic flux in the system with high enzyme concentrations and moiety-conserved cycles: the sum of the flux control coefficients can drop significantly below unity // European Journal of Biochemistry. 1992. V. 210. P. 147—153.
- Kurganov B.I., Lyubarev A.E., Sanchez-Ruiz J.M., Shnyrov V.L. Analysis of differential scanning calorimetry data for proteins. Criteria of validity of one-step mechanism of irreversible protein denaturation // Biophysical Chemisty. 1997. V. 69. P. 125—135.
- Lyubarev A.E., Kurganov B.I., Orlov V.N., Zhou H.-M. Two-state irreversible thermal denaturation of muscle creatine kinase // Biophysical Chemistry. 1999. V. 79. P. 199—204.
- Любарев А. Е., Курганов Б. И. Изучение необратимой тепловой денатурации белков методом дифференциальной сканирующей калориметрии // Успехи биологической химии. 2000. Т. 40. С. 43-84.
- Meng F.-G., Hong Y.-K., He H.-W., Lyubarev A.E., Kurganov B.I., Yan Y.-B., Zhou H.-M. Osmophobic effect of glycerol on irreversible thermal denaturation of rabbit creatine kinase // Biophysical Journal. 2004. V. 87, P. 2247—2254.

### Юридические и политологические исследования
Основные работы по новейшей истории российских выборов, избирательному законодательству, избирательным системам, мониторингу избирательных кампаний, исследованию электоральной статистики.
Член исследовательского комитета Российской ассоциации политической науки по сравнительному изучению партийных и избирательных систем.
В 2004 году защитил в Московском гуманитарном университете диссертацию на соискание ученой степени кандидата юридических наук на тему «Конституционно-правовые основы многообразия избирательных систем в Российской Федерации».

### Труды в области права и политики

#### Книги
- Любарев А. Е. Выборы в Москве: опыт двенадцати лет. 1989—2000. М.: Стольный град, 2001. ISBN 5-89910-019-2.
- Иванченко А. В., Кынев А. В., Любарев А. Е. Пропорциональная избирательная система в России: история, современное состояние, перспективы. М.: Аспект Пресс, 2005. ISBN 5-7567-0404-3.
- Иванченко А. В., Любарев А. Е. Российские выборы от перестройки до суверенной демократии. М.: Аспект Пресс, 2006. ISBN 5-7567-0446-9 (2-е изд., испр. и доп., 2007, ISBN 978-5-7567-0482-2).
- Любарев А. Е., Бузин А. Ю., Кынев А. В. Мертвые души. Методы фальсификации итогов голосования и борьба с ними. М., 2007. ISBN 978-5-8125-10-31-2.
- Бузин А. Ю., Любарев А. Е. Преступление без наказания: Административные избирательные технологии федеральных выборов 2007—2008 годов. М.: ЦПК «Никколо М»; Центр «Панормама», 2008. ISBN 978-5-94420-035-8.
- Кынев А. В., Любарев А. Е. Партии и выборы в современной России: Эволюция и деволюция. М.: Фонд «Либеральная миссия», 2011. ISBN 978-5-86793-848-2.
- Любарев А. Избирательное право России: проблемы и решения. Сборник статей. Саарбрюкен: LAP LAMBERT Academic Publishing, 2012. ISBN 978-3-8484-3591-3.
- Кынев А., Любарев А., Максимов А. Региональные и местные выборы 8 сентября 2013 года: тенденции, проблемы и технологии. М.: Фонд «Либеральная миссия», 2014. ISBN 978-5-903135-48-6.
- Кынев А., Любарев А., Максимов А. Региональные и местные выборы 2014 года в России в условиях новых ограничений конкуренции. М.: Фонд «Либеральная миссия», 2015. ISBN 978-5-903135-53-0.
- Кынев А., Любарев А., Максимов А. На подступах к федеральным выборам — 2016: Региональные и местные выборы 13 сентября 2015 года. М.: Фонд «Либеральная миссия», 2015. ISBN 978-5-903135-56-1.
- Любарев А. Е. Избирательные системы: российский и мировой опыт. М.: РОО «Либеральная миссия»; Новое литературное обозрение, 2016. ISBN 978-5-4448-0569-5.
- Любарев А. Партии и выборы в России после реформы 2012 года: Сборник статей. Саарбрюкен: LAP LAMBERT Academic Publishing, 2017. ISBN 978-3-330-04067-0.
- Кынев А., Любарев А., Максимов А. Как выбирала Россия — 2016. Результаты мониторинга избирательного процесса. М.: Фонд «Либеральная миссия», 2017. ISBN 978-5-903135-62-2.
- Кынев А., Любарев А., Максимов А. Российские выборы-2017: преемственность и изменение практик между двумя федеральными кампаниями. М.: Фонд «Либеральная миссия», 2018. ISBN 978-5-903135-65-3.
- Любарев А. Моя летопись выборов: 1989—2017. М.: Издательские решения, 2018. ISBN 978-5-4490-3311-6 (2-е изд. под названием Моя летопись выборов: 1989—2018. ISBN 978-5-4493-2387-3).
- Любарев А. На пути к реформе законодательства о выборах: позиция экспертов. М.: Издательские решения, 2019. ISBN 978-5-4496-1891-7.
- Кынев А., Любарев А., Максимов А. Региональные и местные выборы в России осени 2018 года: электоральные перемены на фоне социальных реформ. М.: Фонд «Либеральная миссия», 2019. ISBN 978-5-903135-68-4.
- Любарев А. Занимательная электоральная статистика. М.: Голос консалтинг, 2021. ISBN 978-5-604-42830-6.
- Кынев А. В., Любарев А. Е. Партии и выборы в России 2008—2022. История заката. — М.: Новое литературное обозрение, 2024. — 488 с. ISBN 978-5-4448-2245-6.

#### Книги под редакцией А. Е. Любарева
- Российские выборы в контексте международных избирательных стандартов: Материалы международной конференции / Под ред. А. В. Иванченко, А. Е. Любарева. М.: Аспект Пресс, 2006. ISBN 5-7567-0412-4.
- Обсуждение проекта Избирательного кодекса Российской Федерации: Сборник материалов / Под ред. А. Е. Любарева, Е. Е. Скосаренко. М.: ГОЛОС, 2010. ISBN 978-5-9901980-7-4.
- Избирательный кодекс Российской Федерации — основа модернизации политической системы России / Под ред. А. Е. Любарева. М.: ГОЛОС, 2011. ISBN 978-5-905330-01-8.
- Выборы в России 13 марта 2011 года: аналитический доклад / Под ред. А. Е. Любарева. М.: ГОЛОС, 2011. ISBN 978-5-905330-02-5.
- Система органов местного самоуправления и муниципальные выборы в России и Германии. Сборник статей под ред. А. Е. Любарева, А. В. Мадьяровой, Л. В. Шапиро. Общее руководство проектом Э. Маркварт. М., 2012. ISBN 978-5-212-01265-2.
- Партийная реформа и контрреформа 2012—2014 годов: предпосылки, предварительные итоги, тенденции / Под ред. Н. А. Борисова, Ю. Г. Коргунюка, А. Е. Любарева, Г. М. Михалевой. М.: КМК, 2015. ISBN 978-5-87317-582-21.

#### Отдельные статьи
- Любарев А. Е. Корреляционный анализ результатов парламентских выборов 1995 года // ПОЛИС. 1996. № 2. С. 116—129.
- Любарев А. Е. Избирательные системы и российское электоральное законодательство // ПОЛИС. 2003. № 4. С. 120—129.
- Любарев А. Е. Голосование «против всех»: мотивы и тенденции // ПОЛИС. 2003. № 6. С. 104—113.
- Кынев А., Любарев А. Новые региональные законы о выборах: проблемы введения смешанной избирательной системы // Право и жизнь. 2003. № 61 (9). С. 166—184.
- Любарев А. Е. Референдум в Российской Федерации: история и проблемы законодательного регулирования // Политика и общество. 2005. № 2. С. 70-82.
- Любарев А. Е. О концепции Избирательного кодекса Российской Федерации // Государство и право. 2010. № 7. С. 46-54.
- Любарев А. Е. Регулирование избирательной системы в законодательстве субъектов Российской Федерации // Российский юридический журнал. 2010. № 4. С. 76-82.
- Любарев А. Е. О проблемах использования пропорциональной избирательной системы на муниципальных выборах // Конституционное и муниципальное право. 2011. № 10. С. 68-72.
- Любарев А. Е. Системная взаимосвязь основных параметров пропорциональной избирательной системы // Право и политика. 2011. № 10. С. 1627—1638.
- Любарев А. Е. Активность избирателей на федеральных, региональных и муниципальных выборах в Российской Федерации // Социодинамика. 2013. № 8. С.138-209. DOI: 10.7256/2306-0158.2013.8.8778.
- Любарев А. Е. Пропорциональная и смешанная избирательные системы на региональных и муниципальных выборах в Российской Федерации: проблемы «сфабрикованного большинства» // Юридические исследования. 2013. № 8. С. 65-118. DOI: 10.7256/2305-9699.2013.8.9212.
- Любарев А. Е. Соответствуют ли российские выборы своему конституционному предназначению // Право и политика. 2013. № 13. С. 1903—1915. DOI: 10.7256/1811-9018.2013.13.10158.

### Научные показатели
Индекс Хирша в РИНЦ равен 26 (по всем публикациям в elibrary 26, по ядру РИНЦ 12, без учета самоцитирования 23, с учетом только статей в журналах 16). Если вычислять индекс Хирша раздельно по основным направлениям, то и у биологических работ он окажется равным 15, а у правовых и политических работ — 19.

### Общественная деятельность
В 1990—1994 годах член Социал-демократический партии России.
В 1990—1993 годах член районной избирательной комиссии по выборам народных депутатов Советского районного Совета г. Москвы.
В 1995 году член окружной избирательной комиссии по выборам депутата Государственной Думы по Чертановскому избирательному округу № 204.
В 1999—2001 годах член Московской городской избирательной комиссии с правом совещательного голоса от избирательного блока «Союз правых сил».
В 1999—2003 годах участвовал в подготовке федеральных и московских городских законов о выборах и референдумах.
В 2004 году участвовал в судебном процессе в Верховном Суде Российской Федерации по оспариванию результатов выборов в Государственную Думу 2003 года в качестве представителя Г. А. Сатарова.
В 2005 году участвовал в качестве специалиста при рассмотрении Конституционным Судом Российской Федерации жалобы Уполномоченного по правам человека в Российской Федерации, в которой оспаривалась конституционность законоположений, запрещающих гражданину предвыборную агитацию против всех кандидатов без предварительной оплаты расходов на ее проведение за счет средств избирательных фондов.
В 2005 году был одним из организаторов международной конференции «Российские выборы в контексте международных избирательных стандартов».
В 2008—2011 годах возглавлял общественный проект по созданию Избирательного кодекса Российской Федерации. Под его руководством был подготовлен проект Избирательного кодекса Российской Федерации, который в 2012 году был внесен в Государственную Думу группой депутатов из фракции «Справедливая Россия», но был им возвращен из-за несоблюдения формальных требований.
С 2009 года — член Комитета по награждению медалью «Защитнику свободных выборов». 
В 2013 году дал предварительное согласие возглавить Центральный выборный комитет по выборам Координационного совета российской оппозиции второго созыва. Однако выборы организовать не удалось.
В 2013—2023 годах член совета движения в защиту прав избирателей «Голос».
С 2017 года председатель Межрегиональной общественной организации "Экспертный форум «Законы о выборах — для избирателя».
В 2017—2019 годах член Экспертно-консультационной группы при Председателе Центральной избирательной комиссии Российской Федерации, в 2019—2020 годах ее руководитель.
В 2018—2020 годах член Научно-экспертного совета при Центральной избирательной комиссии Российской Федерации.
С 2019 года главный редактор международного научного журнала Electoral Politics / Электоральная политика.
Участвовал в наблюдении за выборами в Республике Косово (2010), Германии (2013, 2017, 2021), Украине (2014, 2015), Израиле (2015), Франции (2017), Швеции (2019), Великобритании (2019).
Автор ряда публикаций в изданиях «Коммерсантъ», «Независимая газета», «Ведомости», «Новая газета», «Газета.ру», «Троицкий вариант — Наука», «Meduza».
29 сентября 2021 года Минюст России включил Любарева в список СМИ — «иностранных агентов». 29 апреля 2022 года исключён Минюстом из списка «на основании заявлений об исключении, а также поступивших документов от уполномоченных органов государственной власти».

## Позиция и высказывания
Последовательно критикует российское избирательное законодательство. Изменения 2002 года оценивал как «два шага вперед, один назад», изменения 2005—2007 годов — как контрреформу. Поддерживал некоторые изменения 2008—2017 годов, но считал их недостаточными.
С 2005 года выступает за замену федеральных законов о выборах единым Избирательным кодексом, но при этом подчеркивает, что реформа содержания важнее изменения формы. Среди его предложений: проведение выборов в Государственную Думу по смешанной связанной избирательной системе (аналогичной германской), снижение заградительного барьера, возврат избирательного залога, строки «против всех», независимого общественного наблюдения, возможности блокирования партий, либерализация системы регистрации кандидатов, отказ от единых дней голосования, изменение правил формирования избирательных комиссий.
В 2012 году сформулировал триаду требований для оппозиции: честные выборы, независимый суд и свободные СМИ.
В 2014 году вместе с Л.Алексеевой, Г.Бардиным, М.Гельфандом, Т.Лазаревой, М.Касьяновым, Б.Немцовым, Ю.Рыжовым, Г.Сатаровым и др. подписал заявление с требованием «прекратить агрессивную авантюру: вывести с территории Украины российские войска и прекратить пропагандистскую, материальную и военную поддержку сепаратистам на Юго-Востоке Украины».
Критически оценивая многие решения ЦИК России, писал в 2018 году: «Тем не менее, за 2,5 года работы нового состава ЦИК произошли определенные изменения в положительную сторону. И эти было бы несправедливо не замечать эти изменения». При этом отмечал ограниченность возможностей ЦИК и ее председателя и признавал, что изменений не так много.
В июне 2019 года писал: «Для меня в наших выборах два главных дефекта: 1) подавление конкуренции через отказы и отмены регистрации и 2) фальсификации. С остальными дефектами как-то можно жить, а эти смертельны».
В марте 2020 года писал: «Когда правозащитная деятельность начинает ассоциироваться с политической — это прямой индикатор того, что нарушение прав человека стало элементом государственной политики».
В марте 2020 года подписал обращение против принятия поправок к Конституции РФ, предложенных президентом Путиным.

## Семья
Предки по отцовской линии жили в местечках Добровеличковка и Помошная Елисаветградского уезда Херсонской губернии (ныне Кировоградская область Украины).
Предки по материнской линии жили в г. Белосток (уездный город Гродненской губернии, ныне в Польше) и в Каневском уезде Киевской губернии (ныне Черкасская область Украины).
Дед — Любарев Арон Иосифович (1881—1957) до революции занимался в Помошной хлеботорговлей и хлебоперевозками, позже был железнодорожным служащим.
Отец бабушки — Швидкой-Ямпольский Сруль-Нухим управлял мельницей в Добровеличковке, в его доме в июле-августе 1919 года располагался штаб Махно.
Отец — Любарев Ефим Аронович (1926—2010), специалист в области наладки электрооборудования тепловых и атомных электростанций, около 40 лет проработал в Монтажно-наладочном управлении треста «Электроцентромонтаж» (ныне АО «Электроцентроналадка»).
Братья отца — Любарев Иосиф Аронович (1921—1942) и Любарев Лев Аронович (1924—1943) погибли на фронтах Великой Отечественной войны.
Мать — Любарева (до замужества Бобровицкая) Майя Иосифовна (1929—1998), дошкольный педагог, затем библиотекарь.
Жена — Любарева (до замужества Шухман) Марина Лазаревна, химик.
Сын — Любарев Илья Аркадьевич — программист.
Сын — Любарев Александр Аркадьевич — специалист по видеоотображающим устройствам.
Двоюродный брат отца — Ямпольский Борис Ильич (1923—2012), участник Великой Отечественной войны (гидроакустик на подводной лодке Черноморского флота), заслуженный винодел Молдавской ССР, автор коньяков «Дойна», «Нистру», «Сюрпризный» и др., работал главным инженером Тираспольского винно-коньячного завода (ныне KVINT), начальником Управления в Молдвинпроме; директором Бендерского пиво-безалкогольного завода, директором консервного завода им. Ткаченко (Тирасполь). Его сын — Ямпольский Всеволод Борисович, предприниматель, председатель Координационного совета российских соотечественников в Люксембурге.
Двоюродная сестра отца — Драновская Дина Исаевна (1913—1983), актриса, затем режиссер народного театра при клубе имени Горького (Москва). Она упомянута в книге Натальи Решетовской «Отлучение. Из жизни Александра Солженицына. Воспоминания жены».
Троюродный брат по отцовской линии — Альбурт Лев Осипович, международный гроссмейстер по шахматам.
Двоюродный брат матери — Мечислав Метковский (1903—1990), польский государственный деятель. Его внук Анджей Метковский — польский правозащитник, журналист и переводчик.